# Rila (gebergte)
Het Rilagebergte (Bulgaars: Рила) in het westen van Bulgarije, ten zuiden van Sofia, is het hoogste gebergte in de Balkan. De hoogste bergtop is de Moesala (2925 m). Het grootste deel van het gebergte maakt deel uit van het gelijknamige Nationaal Park Rila en Natuurpark Rila.

## Water en rivieren
De naam Rila is afkomstig van het Thracische woord roula, dat veel water betekent. In het Rilagebergte bevinden zich meer dan 150 meren op hoogten tussen de 2100 en 2500 meter. Het hoogste hiervan ligt op 2786 meter, aan de voet van de Moesala. Enkele grote rivieren in de Balkan (Maritsa, Iskar en Mesta) hebben hun oorsprong in het Rilagebergte.
Daarnaast zijn er vele minerale bronnen te vinden, waarvan de heetste, met een temperatuur van 102 °C, zich in Sapareva Banja bevindt.